# Concurso Internacional de Tenis - Vigo
Il Concurso Internacional de Tenis - Vigo è stato un torneo professionistico di tennis maschile giocato sulla terra rossa, che faceva parte dell'ATP Challenger Tour. Si giocava a Vigo in Spagna dal 2005 al 2009.

## Albo d'oro

### Singolare
| Anno | Campione          | Finalista        | Score         |
| ---- | ----------------- | ---------------- | ------------- |
| 2009 | Thiemo de Bakker  | Thierry Ascione  | 6–4, 4–6, 6–2 |
| 2008 | Pablo Andújar (2) | Marco Crugnola   | 6–1, 3–6, 6–3 |
| 2007 | Máximo González   | Marc López       | 6–2, 6–4      |
| 2006 | Pablo Andújar (1) | Fernando Vicente | 7–5, 7–6(6)   |
| 2005 | Albert Portas     | Iván Navarro     | 6–4, 6–4      |

### Doppio
| Anno | Campioni                        | Finalisti                                    | Score            |
| ---- | ------------------------------- | -------------------------------------------- | ---------------- |
| 2009 | Thiemo de Bakker Raemon Sluiter | Pedro Clar-Rosselló Albert Ramos Viñolas     | 7–5, 6–2         |
| 2008 | Alessandro Motti Marco Crugnola | Pedro Clar-Rosselló Pablo Martín-Adalia      | 6–3, 4–6, [10–4] |
| 2007 | Leonardo Azzaro Lamine Ouahab   | Pablo Santos Igor Sijsling                   | 2–6, 6–4, [10–7] |
| 2006 | Pablo Andújar Marcel Granollers | Augustin Gensse Horacio Zeballos             | 7–6(4), 6–1      |
| 2005 | Lars Übel Jan Vacek             | Guillem Burniol José Antonio Sánchez-de Luna | 6–4, 6–3         |